# Чіф-Лейк (Вісконсин)
Чіф-Лейк (англ. Chief Lake) — переписна місцевість (CDP) в США, в окрузі Соєр штату Вісконсин. Населення — 582 особи (2020).

## Географія
Чіф-Лейк розташований за координатами 45°56′19″ пн. ш. 91°20′9″ зх. д. / 45.93861° пн. ш. 91.33583° зх. д. (45.938734, -91.335945).  За даними Бюро перепису населення США в 2010 році переписна місцевість мала площу 61,09 км², з яких 55,01 км² — суходіл та 6,08 км² — водойми.

## Демографія
Згідно з переписом 2010 року, у переписній місцевості мешкали 583 особи в 199 домогосподарствах у складі 139 родин. Густота населення становила 10 осіб/км².  Було 537 помешкань (9/км²).
Расовий склад населення:
| - 72,7 % — корінних американців - 20,4 % — білих - 0,2 % — азіатів |

До двох чи більше рас належало 6,5 %. Частка іспаномовних становила 2,7 % від усіх жителів.
За віковим діапазоном населення розподілялося таким чином: 27,1 % — особи молодші 18 років, 56,8 % — особи у віці 18—64 років, 16,1 % — особи у віці 65 років та старші. Медіана віку мешканця становила 38,3 року. На 100 осіб жіночої статі у переписній місцевості припадало 102,4 чоловіків;  на 100 жінок у віці від 18 років та старших — 101,4 чоловіків також старших 18 років.
Середній дохід на одне домашнє господарство  становив 48 966 доларів США (медіана — 41 538), а середній дохід на одну сім'ю — 57 295 доларів (медіана — 49 167). Медіана доходів становила 45 417 доларів для чоловіків та 33 625 доларів для жінок. За межею бідності перебувало 12,1 % осіб, у тому числі 8,7 % дітей у віці до 18 років та 6,6 % осіб у віці 65 років та старших.
Цивільне працевлаштоване населення становило 182 особи. Основні галузі зайнятості: мистецтво, розваги та відпочинок — 42,9 %, освіта, охорона здоров'я та соціальна допомога — 29,7 %, публічна адміністрація — 11,0 %, роздрібна торгівля — 6,6 %.